# Minamoto no Noriyori
Minamoto no Noriyori (源范頼, 1156 - 14 de setembro 1193) foi um general do Clã Minamoto, no final do Período Heian,  lutou ao lado de seus irmãos Minamoto no Yoritomo e Minamoto no Yoshitsune em uma série de batalhas das Guerras Genpei. Sexto filho de Minamoto no Yoshitomo, foi poupado junto com seus irmãos em 1160 por Taira no Kiyomori depois da morte de Yoshitomo.
Noriyori aparentemente desaparece de qualquer registro histórico até 1180, quando serviu a seu irmão Yoritomo para Kamakura. Em 1184, foi enviado a ilha de Shikoku. Noriyori ajudou a derrotar o rebelde Minamoto no Yoshinaka na Segunda Batalha de Uji e na Batalha de Awazu , antes de passar a desempenhar um papel central na Batalha de Ichi-no-Tani, depois da qual os Taira foram obrigados a recuar, e a guerra passou por um período de calmaria de cerca de seis meses, durante o qual Noriyori regressou a Kyoto.
Noriyori foi enviado mais uma vez em outubro de 1184, para proteger as províncias da Região de Chugoku, e depois a Ilha de Kyushu. Desempenhou um papel importante na Batalha de Kojima. No entanto, ao tentar avançar mais, se deparou com problemas de suprimento, e o fato de que o Mar Interior estava sob controle de seus inimigos. Ele escreveu a seu irmão em Kamakura , e foi dito que os suprimentos estavam a caminho, mas que os Taira estavam vigiando, portanto, qualquer embarque tinha que ser feito com muito cuidado. Noriyori finalmente conseguiu os suprimentos, além de outros materiais para construção na  Província de Suō. Conseguiu deslocar-se para Kyushu, como planejado, lá permanecendo, sem participar da decisiva Batalha de Dan no Ura.
Quando a Guerras Genpei acabaram, Noriyori voltou a Kamakura, onde ele foi recompensado por Yoritomo por seus serviços. No entanto, havia agora uma disputa pelo domínio do clã entre Yoritomo e Yoshitsune . Yoritomo ordenou a Noriyori para prender seu irmão, depois de tentar falar com Yoritomo , Noriyori simplesmente desobedeceu.
Em maio de 1193, quando Yoritomo realizava uma caçada no Monte Fuji , ocorreu um incidente em que dois irmãos do Clã Soga mataram Kudo Suketsune , um inimigo de seu pai. A partir disso espalhou-se um rumor de que Yoritomo foi quem teria sido morto morto. A esposa de Yoritomo,  Hōjō Masako ficou preocupada com isso, mas Noriyori assegurou-lhe que, mesmo na ausência de Yoritomo, ele estaria lá para apoiá-la e ajudar o clã. Quando Yoritomo voltou e Masako contara o acontecido. Mandou Noriyori confinado a Província de Izu. Algum tempo após estar em Izu, Noriyori foi atacado por guerreiros de Yoritomo, que o mataram.